# 周素园

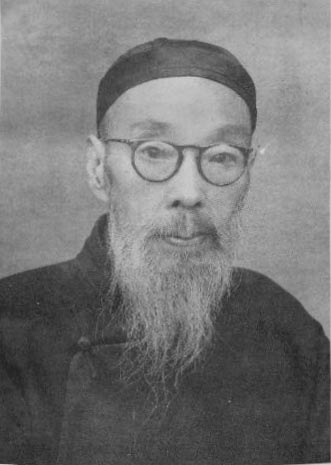

周素园（1879年—1958年2月1日），名培艺，字素园，以字行，贵州毕节人。

## 生平
周素园于16岁时中秀才、19岁时中贡生。1911年11月4日，辛亥革命后，任大汉贵州军政府行政总理。滇军入黔后，流亡在外。1916年，前往北京任过临时稽勋局调查员，参政院、众议院秘书，交通部顾问，奉军总司令部秘书，西北边防军总司令部秘书等。1920年，民九之变后於1921年回到贵州，5月，出任黔军总司令部秘书长。8月，政务厅长，省政府秘书长。1942年，川黔边防督办公署秘书长。1925年后，离开政界，赋闲在家，期间阅读了许多马列著作。
1936年2月，紅軍二、六軍團到達畢節，組織貴州抗日救國軍，出任司令。他加入红军，任地区支前委员会主任。3月起，他跟随红六军团进行长征并最终进入延安。此后回到贵州，1945年，被选为第四届国民参政会参政员。
1949年，任西南军政委员会委员、贵州省人民政府副主席、贵州省副省长等职。1958年2月1日，因病逝世。

## 外部鏈接
- . 逝江在线. 2006-06-27  [2011-09-24]. （原始内容存档于2019-05-14）.
- . 人民网. 2006-08-29  [2011-09-24]. （原始内容存档于2016-03-04）.

1. ↑  年譜（2019年）